# سینما البرز
سینما البرز یک سینما در شهر تهران، ایران بود.
این سینما در سال ۱۳۱۹ با نام سینما ایران تأسیس و در دهه ۱۳۳۰ به سینما البرز تغییر نام پیدا کرده‌است، در سال ۱۳۴۶ این سینما توسط سید محمد خادم خریداری و بازسازی و در سال ۱۳۸۱ تعطیل شد.
به دلیل آنکه خادم مالک این سینما که از کشتی‌گیران قدیمی ایران بوده ورزشکارانی همچون غلامرضا تختی، حبیب‌الله بلور و محمدرضا طالقانی برای تماشا فیلم به این سینما می‌رفته‌اند. سینما البرز در قبل از انقلاب ۱۳۵۷ مخصوص اکران فیلم‌های خارجی و در دهه ۱۳۷۰ فیلم‌های جمشید هاشم‌پور را اکران می‌کرده‌است.